# Trzciel (ville)
Pour les articles homonymes, voir Trzciel.
Trzciel (prononciation : [tʂt͡ɕel] , en allemand Tirschtiegel) est une ville du powiat de Międzyrzecz dans la voïvodie de Lubusz, dans le centre de la Pologne
Elle est le siège administratif (chef-lieu) de la gmina de Trzciel.
Sa population s'élevait à 2 282 habitants en 2021 sur une superficie de 3,03 kilomètres carrés.

## Histoire
Fondée en 1307 d'abord comme village, Trzciel obtient le statut de ville en 1394.
De 1815 à 1945, Tirschtiegel fait partie de l'arrondissement de Meseritz dans le district de Posen au sein de la province de Posnanie.
De 1975 à 1998, la ville appartenait administrativement à la Voïvodie de Gorzów.

Depuis 1999, elle est administrée par la voïvodie de Lubusz.

## Transports
La ville de Trzciel est desservie par la sortie  4 Trzciel de l'autoroute A2.

## Galerie

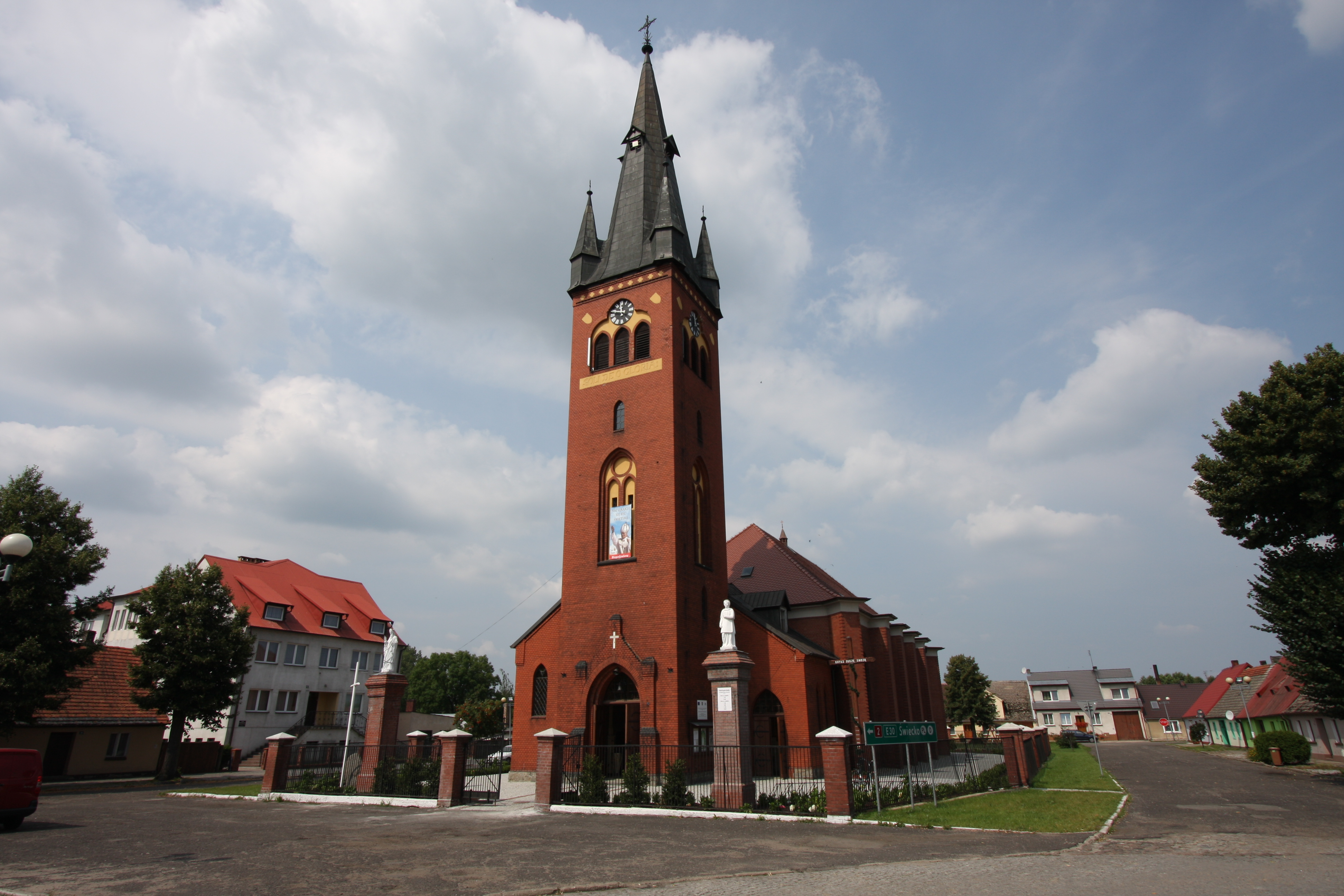
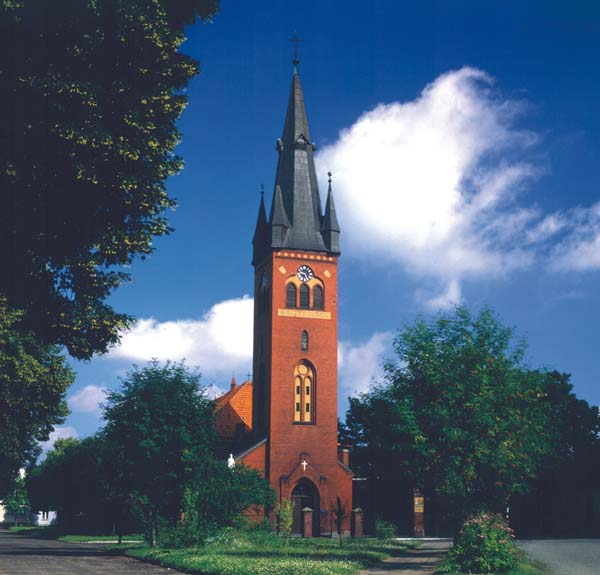
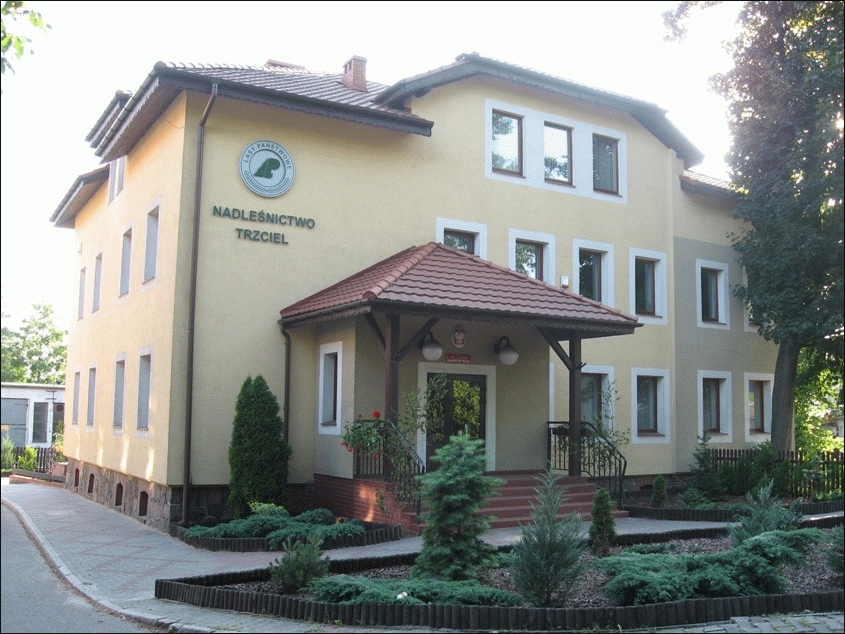
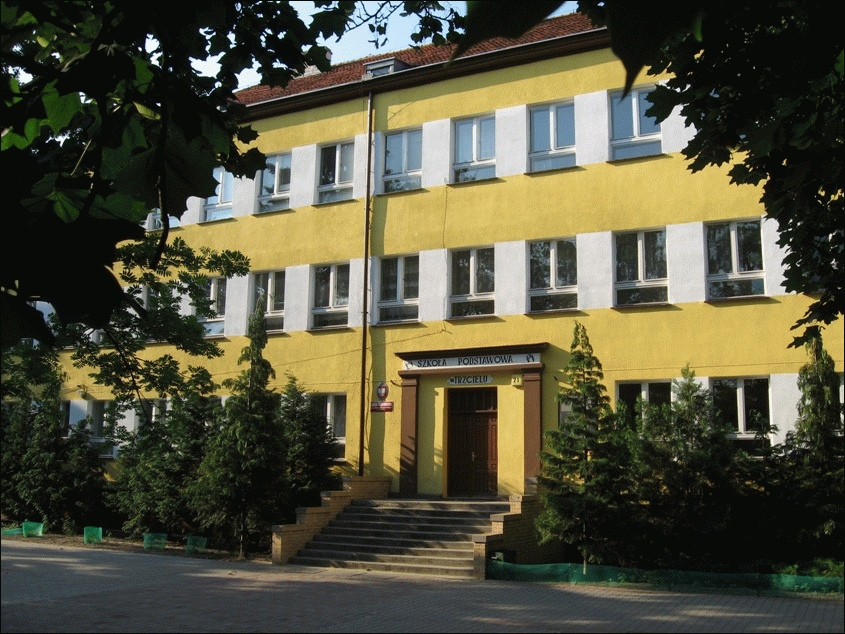
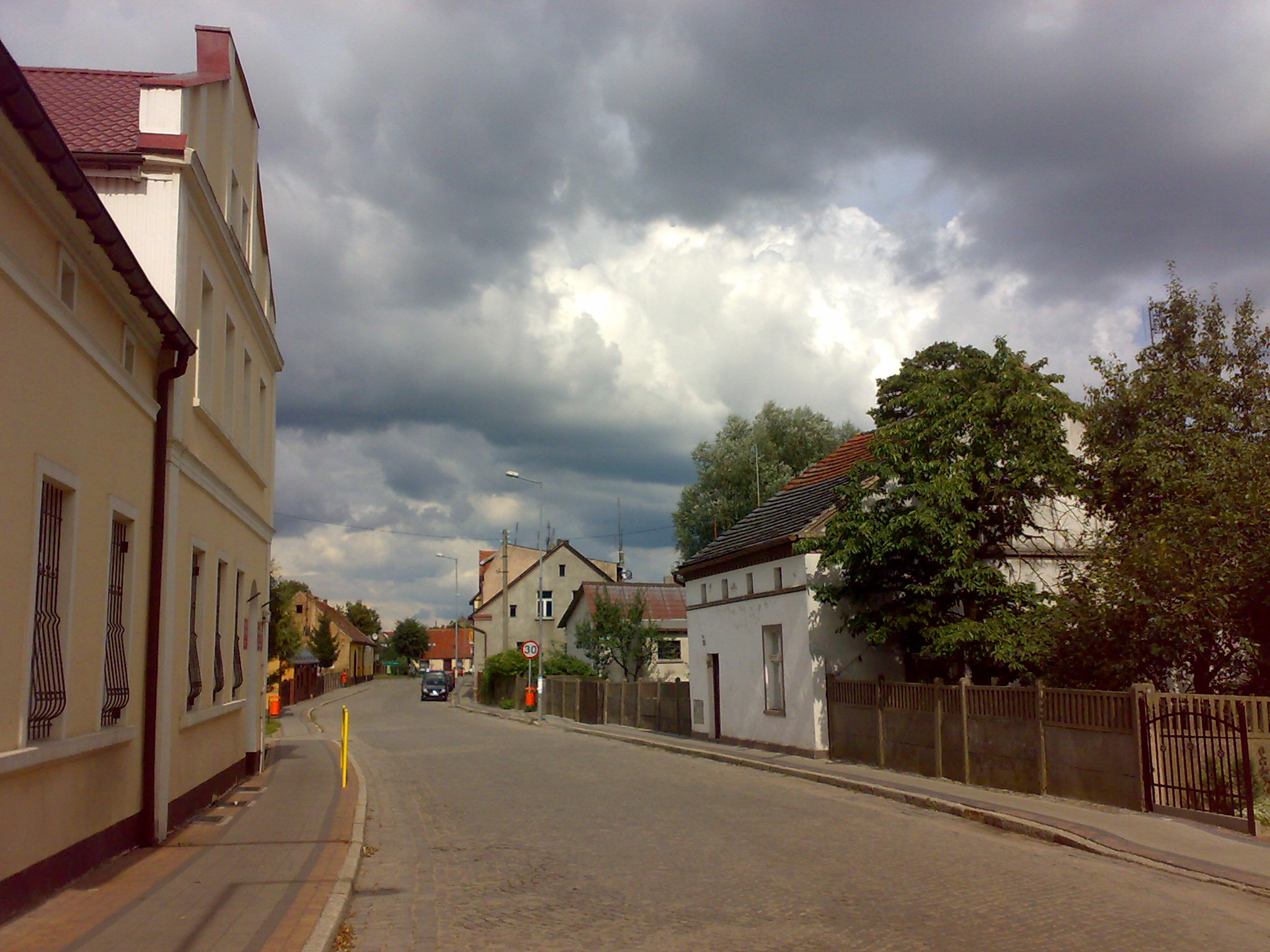